# Common Sense
Zdravý rozum (anglicky Common Sense) je politický pamflet Thomase Paine. Tato kniha ho hned postavila do prvních řad bojovníků za americkou nezávislost. Painův Common Sense vyhlásil poprvé — ještě před Washingtonem a Jeffersonem — heslo americké nezávislosti. Úspěch pamfletu byl nesmírný. Za tří měsíce byl rozprodán ve 120 tisících výtiscích — v nákladu na tehdejší dobu neslýchaném. První vydání vyšlo (anonymně) 9. ledna 1776, druhé 20. ledna a třetí 26. ledna. V Common Sense podává Paine kritiku královské vlády vůbec a anglické monarchie zvláště.
Otevřeně vyzývaje k národnímu osvobození, konči Paine pamflet slovy:
| „                             | Svoboda je pronásledována na celém povrchu zemském. Z Asie a Afriky byla již dávno vyhnána. Evropa na ni pohlíží jako na cizinku a Anglie jí navrhla, aby opustila zemi. Přijměte vyhnance! Je na čase vybudovat asyl pro všechno trpící lidstvo. | “ |
| — Thomas Paine: Common Sense. | |   |